# Antoine Bernier
Antoine Bernier, né le 10 septembre 1997 à Dinant en Belgique, est un footballeur belge qui joue au poste d'attaquant au Charleroi SC.

## Biographie

### En club

#### Jeunesse et formation
Né à Dinant en Belgique, Antoine Bernier est notamment formé par le RCS Onhaye, où il rejoint l'équipe première lors de la saison 2013-2014 en quatrième division,. Bernier attire rapidement l'attention de quelques équipes de première division : il est testé au Club Bruges et pouvait également être testé au Standard de Liège. Cependant, le joueur refuse d'être testé dans le club liégeois car son frère y a vécu une expérience négative. 
Finalement, il poursuit sa formation au RSC Anderlecht. Lors de la saison 2015-2016, il atteint les demi-finales de l'UEFA Youth League avec Anderlecht, notamment grâce à un but inscrit lors de la victoire 2-0 contre le FC Barcelone en quart de finale. En mai 2016, le joueur signe son premier contrat professionnel avec Anderlecht.
Ne parvenant pas à intégrer l'équipe première des Mauves, Bernier est transféré à l'Antwerp à l'été 2018. Devant se contenter de matchs avec les espoirs, il y marque quatre buts en onze rencontres.

#### Royal Antwerp FC (2018-2020, de prêt en prêt)

##### Lierse Kempenzonen
Après une demi-saison à l'Antwerp, il est prêté au Lierse en Nationale 1. C'est avec ce club qu'il joue son premier match le 19 janvier 2019, lors d'une rencontre de championnat face au RFC Seraing. Titulaire lors de cette rencontre, son équipe s'impose deux buts à un. Il inscrit ses deux premiers buts pour ce club contre le KFC Dessel Sport. Le Lierse s'impose quatre buts à zéro.

##### F91 Dudelange
Il tente sa première aventure à l'étranger en étant prêté au F91 Dudelange. Il joue son premier match le 23 juillet 2019 face aux Albanais du FK Shkëndija lors du match aller du deuxième tour de qualification de la Ligue Europa. Les Luxembourgeois s'imposent deux buts à un. Il inscrit son premier but le 19 septembre 2019 contre le club chypriote de l'APOEL Nicosie en Ligue Europa,.

#### RFC Seraing (2020-2023, la stabilité)
En juillet 2020, il s'engage avec le RFC Seraing. Le 24 août 2020, le Belge joue son premier match avec les Sérésiens face au Lommel SK. Seraing s'impose sur le score de cinq buts à trois. Le 2 octobre 2020, l'ailier marque son premier but pour les Métallos. Son équipe s'impose largement six buts à un contre le Club NXT.

#### Charleroi SC (depuis 2023)
Arrivant en fin de contrat au Pairay alors que Seraing vient d'être relégué, il rejoint le Sporting de Charleroi le 21 avril 2023 où il signe un contrat de trois ans assortis d'une saison supplémentaire en option.
Antoine Bernier est le deuxième renfort offensif du mercato estival pour les Zèbres, après Oday Dabbagh, attaquant palestinien, arrivé également en juin 2023.
Pour sa 1ere saison avec les "Zèbres", Antoine Bernier marque 5 buts en championnat, bien qu'il ne soit pas un titulaire indiscutable sous les ordres de Felice Mazzù (27 matches joués dont 14 en tant que titulaire).
L'arrivée de Rik De Mil comme entraîneur principal pour la saison suivante permet au joueur de s'installer définitivement dans le onze de base des carolos.

## Statistiques

### En club
| Saison                | Club                      | Championnat           | Championnat | Championnat | Championnat | Coupe(s) nationale(s) | Coupe(s) nationale(s) | Coupe(s) nationale(s) | Compétition(s) continentale(s) | Compétition(s) continentale(s) | Compétition(s) continentale(s) | Compétition(s) continentale(s) | Autres compétitions | Autres compétitions | Autres compétitions | Autres compétitions | Total | Total | Total |
| Saison                | Club                      | Division              | M.          | B.          | P.d.        | M.                    | B.                    | P.d.                  | Comp.                          | M.                             | B.                             | P.d.                           | Comp.               | M.                  | B.                  | P.d.                | M.    | B.    | P.d.  |
| 2013-2014             | RCS Onhaye                | Promotion D (D4)      | 9           | 0           | 0           | -                     | -                     | -                     | -                              | -                              | -                              | -                              | -                   | -                   | -                   | -                   | 9     | 0     | 0     |
| 2018-2019             | Lierse Kempenzonen (prêt) | Division 1 Amateur    | 10          | 4           | 0           | -                     | -                     | -                     | -                              | -                              | -                              | -                              | TF                  | 4                   | 1                   | 0                   | 14    | 5     | 0     |
| 2019-2020             | F91 Dudelange (prêt)      | Division Nationale    | 14          | 1           | 6           | 2                     | 0                     | 1                     | C3                             | 12                             | 2                              | 2                              | -                   | -                   | -                   | -                   | 28    | 3     | 9     |
| 2020-2021             | RFC Seraing               | Division 1B           | 26          | 5           | 5           | 2                     | 0                     | 0                     | -                              | -                              | -                              | -                              | BR                  | 2                   | 1                   | 0                   | 30    | 6     | 5     |
| 2021-2022             | RFC Seraing               | Division 1A           | 29          | 1           | 4           | 3                     | 0                     | 0                     | -                              | -                              | -                              | -                              | BR                  | 0                   | 0                   | 0                   | 32    | 1     | 4     |
| 2022-2023             | RFC Seraing               | Division 1A           | 22          | 3           | 5           | 2                     | 1                     | 0                     | -                              | -                              | -                              | -                              | -                   | -                   | -                   | -                   | 24    | 4     | 5     |
| Sous-total            | Sous-total                | Sous-total            | 77          | 9           | 14          | 7                     | 1                     | 0                     | -                              | -                              | -                              | -                              | -                   | 2                   | 1                   | 0                   | 86    | 11    | 14    |
| 2023-2024             | Charleroi SC              | Division 1A           | 21          | 2           | 1           | 2                     | 0                     | 0                     | -                              | -                              | -                              | -                              | PO3                 | 6                   | 3                   | 0                   | 29    | 5     | 1     |
| 2024-2025             | Charleroi SC              | Division 1A           | 29          | 3           | 6           | 1                     | 0                     | 0                     | -                              | -                              | -                              | -                              | PO2                 | 8                   | 2                   | 0                   | 38    | 5     | 6     |
| 2025-2026             | Charleroi SC              | Division 1A           | 3           | 1           | 0           | -                     | -                     | -                     | C4                             | 2                              | 0                              | 0                              | -                   | -                   | -                   | -                   | 5     | 1     | 0     |
| Sous-total            | Sous-total                | Sous-total            | 53          | 6           | 7           | 3                     | 0                     | 0                     | -                              | 2                              | 0                              | 0                              | -                   | 14                  | 5                   | 0                   | 72    | 11    | 7     |
| Total sur la carrière | Total sur la carrière     | Total sur la carrière | 163         | 20          | 27          | 12                    | 1                     | 1                     | -                              | 14                             | 2                              | 2                              | -                   | 20                  | 7                   | 0                   | 209   | 30    | 30    |

## Palmarès

### En club
| RFC Seraing - Championnat de Belgique de deuxième division : - Vice-champion : 2021. |